# Pseudosparianthis
Pseudosparianthis är ett släkte av spindlar. Pseudosparianthis ingår i familjen jättekrabbspindlar.
Kladogram enligt Catalogue of Life:
| Pseudosparianthis | \| \| Pseudosparianthis accentuata \| \| \| \| \| \| Pseudosparianthis ambigua \| \| \| \| \| \| Pseudosparianthis antiguensis \| \| \| \| \| \| Pseudosparianthis chickeringi \| \| \| \| \| \| Pseudosparianthis cubana \| \| \| \| \| \| Pseudosparianthis fusca \| \| \| \| \| \| Pseudosparianthis jayuyae \| \| \| \| \| \| Pseudosparianthis megalopalpa \| \| \| \| \| \| Pseudosparianthis picta \| \| \| \| \| \| Pseudosparianthis ravida \| \| \| \| \| \| Pseudosparianthis variabilis \| \| \| \| |
|                   | \| \| Pseudosparianthis accentuata \| \| \| \| \| \| Pseudosparianthis ambigua \| \| \| \| \| \| Pseudosparianthis antiguensis \| \| \| \| \| \| Pseudosparianthis chickeringi \| \| \| \| \| \| Pseudosparianthis cubana \| \| \| \| \| \| Pseudosparianthis fusca \| \| \| \| \| \| Pseudosparianthis jayuyae \| \| \| \| \| \| Pseudosparianthis megalopalpa \| \| \| \| \| \| Pseudosparianthis picta \| \| \| \| \| \| Pseudosparianthis ravida \| \| \| \| \| \| Pseudosparianthis variabilis \| \| \| \| |
|                   | Pseudosparianthis accentuata |
|                   | |
|                   | Pseudosparianthis ambigua |
|                   | |
|                   | Pseudosparianthis antiguensis |
|                   | |
|                   | Pseudosparianthis chickeringi |
|                   | |
|                   | Pseudosparianthis cubana |
|                   | |
|                   | Pseudosparianthis fusca |
|                   | |
|                   | Pseudosparianthis jayuyae |
|                   | |
|                   | Pseudosparianthis megalopalpa |
|                   | |
|                   | Pseudosparianthis picta |
|                   | |
|                   | Pseudosparianthis ravida |
|                   | |
|                   | Pseudosparianthis variabilis |
|                   | |